# Сульфат цинка(II)-дикалия
Сульфа́т ци́нка(II)-дика́лия — неорганическое соединение,
комплексный сульфат калия и цинка с формулой K2Zn(SO4)2,
бесцветные кристаллы,
растворяется в воде,
образует кристаллогидраты.

## Получение
- Реакция оксида цинка и расплавленного пиросульфата калия:

{\displaystyle {\mathsf {ZnO+K_{2}S_{2}O_{7}\ {\xrightarrow {500^{o}C}}\ K_{2}Zn(SO_{4})_{2}}}}

## Физические свойства
Безводный сульфат цинка(II)-дикалия образует бесцветные кристаллы моноклинной сингонии, пространственная группа P 21/c, параметры ячейки a = 0,53582 нм, b = 0,87653 нм, c = 1,6153 нм, β = 91,78°, Z = 4.
Растворяется в воде.
Кристаллогидраты состава K2Zn(SO4)2·6H2O образуют кристаллы моноклинной сингонии, пространственная группа P 21/a, параметры ячейки a = 0,9034 нм, b = 1,2184 нм, c = 0,6148 нм, β = 104,79°, Z = 4. Этот кристаллогидрат относится к группе солей Туттона (шенитов).